# جيمس كاردونا
جيمس كاردونا (بالإسبانية: James Cardona)‏ هو لاعب كرة قدم كولومبي في مركز الدفاع، ولد في 30 مارس 1967 في كولومبيا. شارك مع منتخب كولومبيا لكرة القدم. أما مع النوادي، فقد لعب مع أمريكا دي كالي وأوليمبيا أسونسيون وديبورتيس توليما.

## وصلات خارجية
- جيمس كاردونا على موقع قاعدة بيانات كرة القدم.إي يو (الإنجليزية)
- جيمس كاردونا على موقع ناشيونال فوتبول تيمز (الإنجليزية)
- جيمس كاردونا على موقع عالم كرة القدم.نت (الإنجليزية)